# Rzeźba „Baby” w Zielonej Górze
Rzeźba "Baby" w Zielonej Górze – pomnik znajdujący się na os. Piastowskim w Zielonej Górze przed wejściem do amfiteatru im. Anny German, autorstwa rzeźbiarza Tadeusza Dobosza. Odsłonięty został w 1976.  

## Historia
Rzeźba jest pokłosiem dużego ożywienia kulturalnego w Zielonej Górze w latach 70. XX wieku. Rzeźba powstała w związku z wystawą "Moje miasto. Propozycje i impresje" otwarta w Biurze Wystaw Artystycznych 14 lutego 1975 (30. rocznica wkroczenia Armii Czerwonej do miasta).

## Opis
Przedstawia stojące obok siebie trzy kobiety wyglądem nawiązujące do rosyjskich matrioszek. 